# Edel Quinn
Pour les articles homonymes, voir Quinn et Edel.
Edel Mary Quinn (1907 - 1944) est une missionnaire irlandaise, affilée à la Légion de Marie, qui exerça son apostolat à travers l'Afrique centrale et de l'Est. L'Église catholique l'a proclamée vénérable. 

## Biographie
Edel Quinn est née en Irlande dans le Comté de Cork, à Kanturk, le 14 septembre 1907. Au moment de la baptiser, le prêtre William Green entend Edel et non Adèle. Très jeune, elle s'est sentie appelée à la vie religieuse contemplative, mais atteinte par la tuberculose, elle ne put entrer chez les Clarisses comme elle l'avait envisagé.
À l'âge de 20 ans, en attendant de devenir religieuse, elle avait rejoint la Légion de Marie, association catholique de laïcs fondée par Frank Duff à Dublin, le 7 septembre 1921. En 1932, elle tombe sérieusement malade et reste hospitalisée durant un moment. Son désir de vie religieuse s'éloigne. À peine remise, elle reprend son travail légionnaire malgré une santé toujours fragile. 
En 1936, elle part comme missionnaire de la Légion de Marie en Afrique centrale et en Afrique de l'Est, avec pour premier objectif d'y implanter le mouvement légionnaire. C'est grâce à sa profonde vie spirituelle qu'elle parvient à surmonter les nombreuses difficultés de cette tâche énorme qu'est l'évangélisation de ce vaste territoire ignorant le Christ. De plus, elle se bat toujours contre sa santé déficiente. Edel est douée pour l'organisation. De plus, elle gagne la sympathie de la population pour ses nombreuses qualités humaines et son grand dévouement. Elle implanta la Légion de Marie dans les territoires qui lui furent confiés, et s'en alla même en mission jusqu'à l'Ile Maurice. Des centaines de groupes légionnaires furent ainsi implantés grâce à son œuvre. 
Après huit ans de travail, Edel Quinn mourut à Nairobi, le 12 mai 1944. 

## Procès en béatification
- 1957 : ouverture de la cause en béatification et canonisation.
- 15 décembre 1994 : le pape Jean-Paul II la déclare vénérable.

## Monographie
- Cardinal Léon-Joseph Suenens, Edel Quinn - Une héroïne de l'apostolat, 1953, réédition, Editions Téqui, Paris, 1980  (ISBN 2-85244-800-9).
- Frank Duff, Edel Quinn réédité par la Légion de Marie, Paris, 2008.
- Aventures d'Edel Quinn en Afrique - Mission mariale, Bande dessinée éditée par Fêter Marie.
- Père Jean Hémery, Edel Quinn (1907 - 1944) dans Père Jean Hémery et coll., La Mère de Jésus était là - Vingt-cinq témoins de la spiritualité mariale, Editions P. Lethielleux, Paris, 2000  (ISBN 2-283-60184-3), p. 213-220.
- Père Jean Hémery, Edel Quinn (1907 - 1944) Le Règne de Jésus par Marie, 1996, n°1, p.18-21.

## Documentaire
- Armand Isnard, Edel Quinn, la Messagère de Notre-Dame, documentaire en DVD, Cat-productions, 2008